# Li Wen-liang
Li Wen-liang (čínsky 李文亮; 12. října 1985, Pej-čen, Čína – 7. února 2020, Wu-chan, Čína) byl čínský oftalmolog a whistleblower, který se jako jeden z prvních snažil upozorňovat na šíření nového typu koronaviru SARS-CoV-2.

## Život
Dne 30. prosince 2019 obdržela lékařka Aj Fen pozitivní laboratorní test, který u jednoho z pacientů s chřipkovými příznaky detekoval koronavirus podobný tomu, který způsobuje těžký akutní respirační syndrom (SARS). Ten večer poslala fotografii zprávy svému kolegovi z jiné nemocnice a zpráva se postupně začala mezi wuchanskými lékaři šířit dál. Tuto zprávu sdílel svým kolegům přes sociální síť WeChat také Li Wen-liang. Poté byl úřady obviněn ze šíření lživých informací. Musel podepsat dokument, podle něhož jím zveřejněné zprávy „vážně narušily společenský řád“, a slíbit, že ve své činnosti přestane.
Nakonec se Li Wen-liang sám nakazil virem SARS-CoV-2 a 6. února 2020 vydala čínská státní média zprávu, že zemřel.
Avšak krátce na to vydala Centrální nemocnice ve Wu-chanu zprávu, která byla s oficiální v rozporu, uváděla, že „Li Wen-liang je v kritickém stavu a lékaři se snaží, aby ho zachránili“. Podle China Newsweek (中國 新聞 周刊) se jeho srdeční rytmus zastavil ve 21:30 a k udržení jeho života byla použita mimotělní membránová oxygenace (ECMO). Úsilí však nebylo úspěšné a Li Wen-liang zemřel ve 2:58 7. února 2020.
V době původního ohlášení jeho smrti měla epidemie přes 630 obětí a 31 tisíc nakažených. Jeho smrt vyvolala mezi veřejností vlnu pohoršení nad řešením krize úřady.